# ديف ودكوك
ديف ودكوك (بالإنجليزية: Dave Woodcock)‏ هو مدرب كرة قدم ولاعب كرة قدم بريطاني، ولد في 13 أكتوبر 1966 في Shardlow ‏ في المملكة المتحدة. لعب مع دارلينجتون إف سى ونادي سندرلاند.